# Unbelievers (bài hát)
"Unbelievers" là một bài hát của ban nhạc indie pop Vampire Weekend. Được viết bởi hát chính ban nhạc, Ezra Koenig, sản xuất bởi Ariel Rechtshaid và Rostam Batmanglij, bài hát được phát hành làm đĩa đơn vào tháng 8 năm 2013. Ban nhạc biển diễn "Unbelievers" lần đầu trên Jimmy Kimmel Live vào ngày 31 tháng 10 năm 2012. Họ cũng biểu điễn bài hát tại Saturday Night Live trước khi nó được phát hành làm đĩa đơn.

## Thành tích
Bài hát đặt #7 trên bảng xếp hạng Billboard Alternative Songs Nó cũng đặt vị trí #24 trên bảng xếp hạng Billboard Hot Rock Songs, và #158 trên UK Singles Chart.

## Bảng xếp hạng
| BXH (2013)                                 | Vị trí cao nhất |
| ------------------------------------------ | --------------- |
| US Alternative Songs (Billboard)           | 7               |
| US Hot Rock Songs (Billboard)              | 24              |
| UK Singles Chart (Official Charts Company) | 158             |